# Claude Makélélé
Claude Makélélé Sinda (n. 18 februarie 1973, Kinshasa, Zair) este un fotbalist francez și din Republica Democratică Congo retras din activitate, care a jucat pe post de mijlocaș defensiv la echipe ca Nantes, Chelsea și Real Madrid. Pe plan internațional, are prezențe la națională pentru Franța și Franța U21⁠(d). După încheierea carierei, a devenit antrenor, și a antrenat, printre altele, Eupen, Bastia și Asteras Tripolis.

## Palmares

### Club
FC Nantes
- Ligue 1: 1994–95

Real Madrid
- Liga Campionilor UEFA: 2001–02
- Supercopa de España (2): 2001, 2003
- Cupa Intercontinentală: 2002
- La Liga (2): 2000–01, 2002–03
- Supercupa Europei: 2002

Chelsea
- FA Premier League (2): 2004–05, 2005–06
- League Cup (2): 2004–05, 2006–07
- FA Community Shield: 2005
- FA Cup: 2006–07

Paris St Germain
- Coupe de France: 2009–10

### Franța
- Campionatul Mondial de Fotbal

Finalist (1): 2006

### Individual
- FIFPro World XI: 2005
- UNFP Trophée d'honneur: 2010

## Statistici carieră
| Club                | Sezon         | Campionat | Campionat | Cupă | Cupă | Cupa Ligii | Cupa Ligii | Supercupă | Supercupă | Europa | Europa | Supercupa Europei | Supercupa Europei | Cupa Intercontinentală | Cupa Intercontinentală | Total | Total |
| Club                | Sezon         | M         | G         | M    | G    | M          | G          | M         | G         | M      | G      | M                 | G                 | M                      | G                      | M     | G     |
| ------------------- | ------------- | --------- | --------- | ---- | ---- | ---------- | ---------- | --------- | --------- | ------ | ------ | ----------------- | ----------------- | ---------------------- | ---------------------- | ----- | ----- |
| Nantes              | 1992-93       | 34        | 1         | 6    | 0    | —          | —          | —         | —         | —      | —      | —                 | —                 | —                      | —                      | 40    | 1     |
| Nantes              | 1993-94       | 30        | 0         | 4    | 1    | —          | —          | —         | —         | 2      | 0      | —                 | —                 | —                      | —                      | 36    | 1     |
| Nantes              | 1994-95       | 36        | 3         | 2    | 0    | 1          | 1          | —         | —         | 8      | 1      | —                 | —                 | —                      | —                      | 47    | 5     |
| Nantes              | 1995-96       | 33        | 0         | 1    | 0    | 1          | 0          | 1         | 0         | 9      | 0      | —                 | —                 | —                      | —                      | 45    | 0     |
| Nantes              | 1996-97       | 36        | 5         | 0    | 0    | 1          | 0          | —         | —         | 0      | 0      | —                 | —                 | —                      | —                      | 37    | 5     |
| Nantes              | Total         | 169       | 9         | 13   | 1    | 3          | 1          | 1         | 0         | 19     | 1      | —                 | —                 | —                      | —                      | 205   | 12    |
| Marseille           | 1997-98       | 32        | 2         | 2    | 0    | 2          | 1          | —         | —         | —      | —      | —                 | —                 | —                      | —                      | 36    | 3     |
| Marseille           | Total         | 32        | 2         | 2    | 0    | 2          | 1          | —         | —         | —      | —      | —                 | —                 | —                      | —                      | 36    | 3     |
| Celta Vigo          | 1998-99       | 36        | 2         | 0    | 0    | —          | —          | —         | —         | 7      | 0      | —                 | —                 | —                      | —                      | 44    | 2     |
| Celta Vigo          | 1999-00       | 34        | 1         | 0    | 0    | —          | —          | —         | —         | 9      | 3      | —                 | —                 | —                      | —                      | 43    | 4     |
| Celta Vigo          | Total         | 70        | 3         | 0    | 0    | —          | —          | —         | —         | 16     | 3      | —                 | —                 | —                      | —                      | 86    | 6     |
| Real Madrid         | 2000-01       | 33        | 0         | 0    | 0    | —          | —          | —         | —         | 14     | 1      | 1                 | 0                 | 1                      | 0                      | 49    | 1     |
| Real Madrid         | 2001-02       | 32        | 1         | 1    | 0    | —          | —          | 2         | 0         | 13     | 0      | —                 | —                 | —                      | —                      | 48    | 1     |
| Real Madrid         | 2002-03       | 29        | 0         | 0    | 0    | —          | —          | —         | —         | 11     | 0      | 1                 | 0                 | 1                      | 0                      | 42    | 0     |
| Real Madrid         | 2003-04       | —         | —         | —    | —    | —          | —          | 1         | 0         | —      | —      | —                 | —                 | —                      | —                      | 1     | 0     |
| Real Madrid         | Total         | 94        | 1         | 1    | 0    | —          | —          | 3         | 0         | 38     | 1      | 2                 | 0                 | 2                      | 0                      | 140   | 2     |
| Chelsea             | 2003-04       | 30        | 0         | 3    | 0    | 2          | 0          | —         | —         | 11     | 0      | —                 | —                 | —                      | —                      | 46    | 0     |
| Chelsea             | 2004-05       | 36        | 1         | 0    | 0    | 4          | 0          | —         | —         | 10     | 0      | —                 | —                 | —                      | —                      | 50    | 1     |
| Chelsea             | 2005-06       | 31        | 0         | 3    | 0    | 0          | 0          | 1         | 0         | 6      | 0      | —                 | —                 | —                      | —                      | 41    | 0     |
| Chelsea             | 2006-07       | 29        | 1         | 2    | 0    | 6          | 0          | 0         | 0         | 9      | 0      | —                 | —                 | —                      | —                      | 46    | 1     |
| Chelsea             | 2007-08       | 18        | 0         | 1    | 0    | 2          | 0          | 0         | 0         | 13     | 0      | —                 | —                 | —                      | —                      | 34    | 0     |
| Chelsea             | Total         | 144       | 2         | 9    | 0    | 14         | 0          | 1         | 0         | 49     | 0      | —                 | —                 | —                      | —                      | 217   | 2     |
| Paris Saint-Germain |               |           |           |      |      |            |            |           |           |        |        |                   |                   |                        |                        |       |       |
| 2008-09             | 34            | 0         | 1         | 0    | 0    | 0          | —          | —         | 5         | 0      | —      | —                 | —                 | —                      | 40                     | 0     |       |
| 2009-10             | 31            | 1         | 5         | 0    | 0    | 0          | —          | —         | —         | —      | —      | —                 | —                 | —                      | 36                     | 1     |       |
| 2010-11             | 33            | 0         | 3         | 0    | 2    | 0          | 1          | 0         | 3         | 0      | —      | —                 | —                 | —                      | 42                     | 0     |       |
| Total               | 98            | 1         | 9         | 0    | 2    | 0          | 1          | 0         | 8         | 0      | —      | —                 | —                 | —                      | 118                    | 1     |       |
| Career totals       | Career totals | 607       | 18        | 34   | 1    | 21         | 2          | 6         | 0         | 130    | 5      | 2                 | 0                 | 2                      | 0                      | 802   | 26    |

## Echipa națională

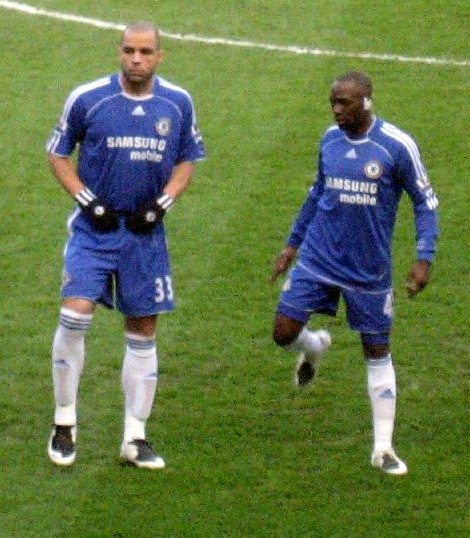
Makélelé (dreapta) cu fostul coechipier de la Chelsea Alex

| Franța | Franța  | Franța |
| An     | Meciuri | Goluri |
| ------ | ------- | ------ |
| 1995   | 1       | 0      |
| 1996   | 0       | 0      |
| 1997   | 1       | 0      |
| 1998   | 1       | 0      |
| 1999   | 0       | 0      |
| 2000   | 3       | 0      |
| 2001   | 6       | 0      |
| 2002   | 9       | 0      |
| 2003   | 6       | 0      |
| 2004   | 8       | 0      |
| 2005   | 5       | 0      |
| 2006   | 14      | 0      |
| 2007   | 11      | 0      |
| 2008   | 6       | 0      |
| Total  | 71      | 0      |